# Olympische Sommerspiele 2016/Radsport – Mountainbike (Männer)
Das Mountainbike-Rennen der Männer bei den Olympischen Spielen 2016 in Rio de Janeiro fand am 21. August 2016 im Centro Olímpico de Mountain Bike statt.

## Ergebnis
21. August 2016, 12:30 Uhr (15:30 MEZ)
| Platz | Athlet                | Nation              | Zeit      |
| ----- | --------------------- | ------------------- | --------- |
| 1     | Nino Schurter         | Schweiz             | 1:33:28 h |
| 2     | Jaroslav Kulhavý      | Tschechien          | 1:34:18 h |
| 3     | Carlos Coloma Nicolás | Spanien             | 1:34:51 h |
| 4     | Maxime Marotte        | Frankreich          | 1:35:01 h |
| 5     | Jhonnatan Botero      | Kolumbien           | 1:35:44 h |
| 6     | Mathias Flückiger     | Schweiz             | 1:35:52 h |
| 7     | Luca Braidot          | Italien             | 1:36:25 h |
| 8     | Julien Absalon        | Frankreich          | 1:36:43 h |
| 9     | David Valero          | Spanien             | 1:37:00 h |
| 10    | Victor Koretzky       | Frankreich          | 1:37:27 h |
| 11    | Ruben Scheire         | Belgien             | 1:37:36 h |
| 12    | Anton Sintsov         | Russland            | 1:37:38 h |
| 13    | Manuel Fumic          | Deutschland         | 1:37:39 h |
| 14    | Ondřej Cink           | Tschechien          | 1:38:18 h |
| 15    | José Antonio Hermida  | Spanien             | 1:38:21 h |
| 16    | Daniel McConnell      | Australien          | 1:38:42 h |
| 17    | Grant Ferguson        | Großbritannien      | 1:39:10 h |
| 18    | Jens Schuermans       | Belgien             | 1:39:30 h |
| 19    | Andrea Tiberi         | Italien             | 1:39:33 h |
| 20    | Marco Aurelio Fontana | Italien             | 1:40:25 h |
| 21    | Kōhei Yamamoto        | Japan               | 1:40:34 h |
| 22    | Jan Škarnitzl         | Tschechien          | 1:41:11 h |
| 23    | Henrique Avancini     | Brasilien           | 1:41:18 h |
| 24    | András Parti          | Ungarn              | 1:41:20 h |
| 25    | Catriel Soto          | Argentinien         | 1:42:01 h |
| 26    | Alan Hatherly         | Südafrika           | 1:42:03 h |
| 27    | Léandre Bouchard      | Kanada              | 1:42:43 h |
| 28    | Moritz Milatz         | Deutschland         | 1:43:14 h |
| 29    | Shlomi Haimy          | Israel              | 1:43:30 h |
| 30    | Rubens Donizete       | Brasilien           | 1:44:01 h |
| 31    | Dimitrios Antoniadis  | Griechenland        | 1:44:17 h |
| 32    | Chun Hing Chan        | Hongkong            | 1:44:41 h |
| 33    | Andrey Fonseca        | Costa Rica          | 1:44:54 h |
| 34    | Simon Andreassen      | Dänemark            | 1:47:44 h |
| 35    | Peter Sagan           | Slowakei            | LAP       |
| 36    | Scott Bowden          | Australien          | LAP       |
| 37    | Samuel Gaze           | Neuseeland          | LAP       |
| 38    | Howard Grotts         | Vereinigte Staaten  | LAP       |
| 39    | Tiago Ferreira        | Portugal            | LAP       |
| 40    | Raphaël Gagné         | Kanada              | LAP       |
| 41    | Nathan Byukusenge     | Ruanda              | LAP       |
| 42    | James Reid            | Südafrika           | LAP       |
| 43    | Wang Zhen             | Volksrepublik China | LAP       |
| 44    | David Rosa            | Portugal            | LAP       |
|       | Lars Forster          | Schweiz             | DNF       |
|       | Alexander Gehbauer    | Österreich          | DNF       |
|       | Peter Lombard II      | Guam                | DNF       |
|       | Rudi van Houts        | Niederlande         | DNF       |
|       | Phetetso Monese       | Lesotho             | DNF       |